# Caroline Kiesewetter

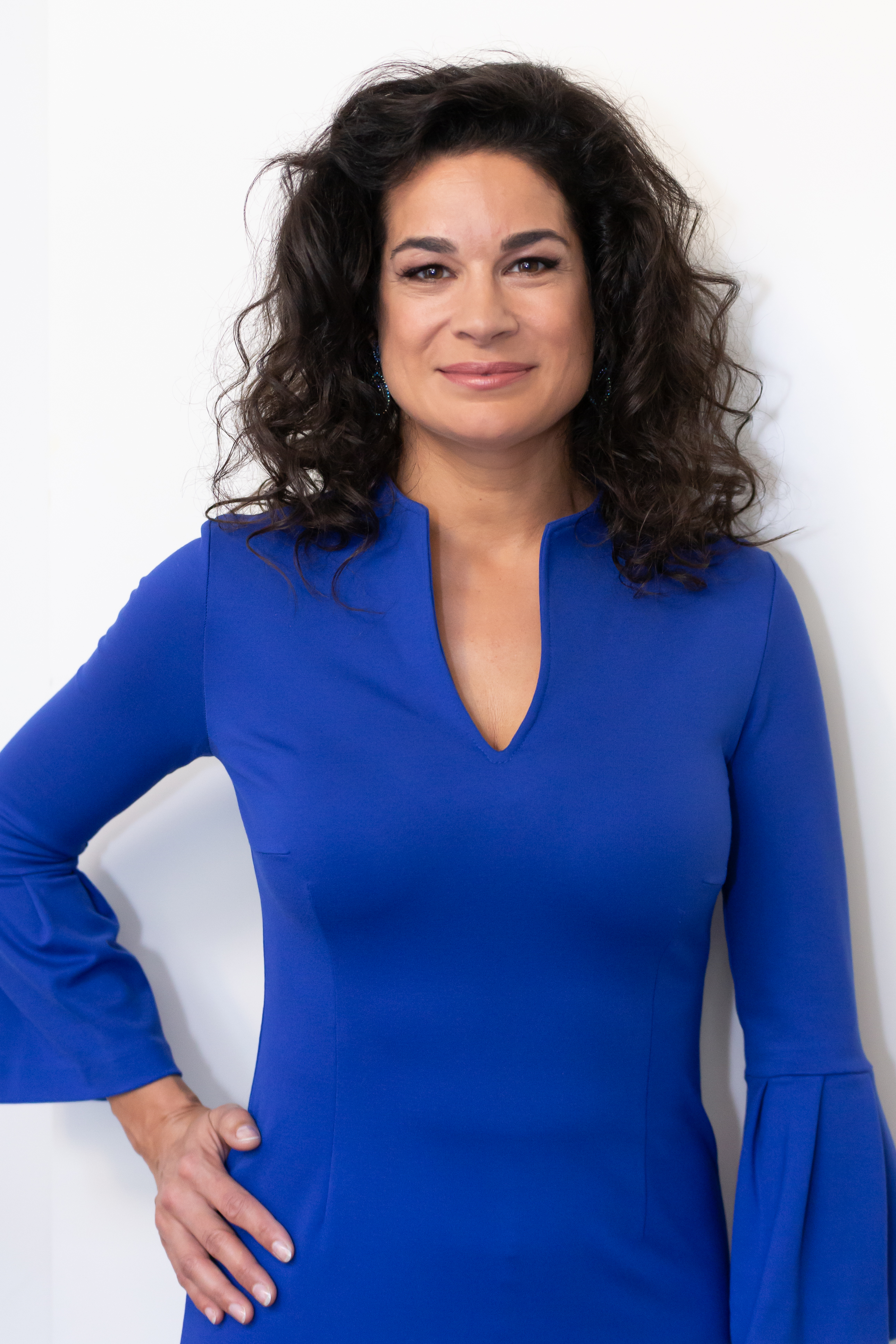
Caroline Kiesewetter 2018

Caroline Kiesewetter (* 13. Juli 1974 in Hamburg) ist eine deutsche Schauspielerin und Hörspielsprecherin.

## Leben
Kiesewetter wurde in eine Künstlerfamilie hineingeboren. Sie ist die Tochter der Fernsehköchin und Kochbuchautorin Marion Kiesewetter. Ihr Onkel war der Musiker Knut Kiesewetter. Schon als Kind stand sie auf der Bühne.
Ihre Schauspiel- und Gesangsausbildung erhielt sie von 1994 bis 1997 am „Rose Bruford College of Drama“ in London, das sie als Bachelor verließ. Ihre ersten Engagements in Deutschland waren für sie die Rolle der Sally Bowles in „Cabaret“ und die Titelrolle in „Evita“. Im Friedrichstadtpalast sang sie in der Winterrevue. 2014 übernahm sie die Rolle der Diana Godman in „Next to normal“ am Theater Hildesheim.
Zu ihren klassischen Theaterrollen gehören die Rosalinde in „Wie es euch gefällt“, die Königin Elisabeth in „Don Carlos“, die Adelheid in „Götz von Berlichingen“ und die Beatrice in „Viel Lärm um nichts“. So stand sie unter anderem im Stadttheater Lüneburg, den Schauspielbühnen Stuttgart, den Hamburger Kammerspielen und dem St. Pauli Theater auf der Bühne.
Kiesewetter trat auch als Jazzsängerin hervor. Ihr deutschsprachiges Debütalbum erschien 2008 bei Edel Kultur. Sie singt seit vielen Jahren in verschiedenen Bigbands in ganz Deutschland, wie zum Beispiel der Thilo Wolf Big Band und der Lumberjack Big Band. 2016 erschien ihre Jazz-Solo-CD Mal laut, mal leise auf dem Markt.
Im Fernsehen wurde sie unter anderem durch die NDR-Serie Sesamstraße sowie in einer Nebenrolle in der ZDF-Serie Die Rettungsflieger bekannt. In der Fernsehserie Rote Rosen war sie von 2011 bis 2012 in der Rolle der Anne Lichtenhagen zu sehen, die sie 2019 erneut spielte.
Caroline Kiesewetter hat mehrere Hörbücher für Kinder als Sprecherin aufgenommen.

## Filmografie (Auswahl)
- 2001–2003: Sesamstraße
- 2003–2007: Die Rettungsflieger
- 2006: Der Seehund von Sanderoog
- 2008: Alter vor Schönheit
- 2010: Alle Jahre wieder[3]
- 2011–2012, 2019: Rote Rosen
- 2020: Schwarze Insel

## Diskografie
- 2008: Ich packe meinen Koffer (Content Records, Edel)
- 2016: Mal laut, mal leise (edel:kultur)

## Hörbücher
- 2010: Caroline Kiesewetter liest Alice im Wunderland, Phon und Ton
- 2010: Brüderchen und Schwesterchen, Aabaa Records
- 2022: Das liebe Böse, Hörbuch zum Psychologiebuch von Nahlah Saimeh, SAGA Egmont, ISBN 978-3-958-83562-7
- 2022: Gefährliche Gischt, Hörbuch zum Kriminalroman von Anne-Marie Keßel, SAGA Egmont, ISBN 978-87-28-32257-4

## Hörspiele
- 2013: Die drei ???: GPS – Gangster (168) als Valerie Flockart
- 2014: TKKG: Ausspioniert (187) als Karin Stern
- 2019: Die drei ???: Feuriges Auge (200) als Maria
- 2020: Die drei ???: Die falschen Detektive (207) als Tilan
- 2020: Die drei ???: Das Grab der Maya als Maria Pérez
- 2023: Die drei ???: Die Yacht des Verrats (224) als Kommissarin Martinez

## Theater
- 2012/13: Der dressierte Mann
- 2014: Theater für Niedersachsen: Next to normal
- 2016: Ernst Deutsch Theater: Liebeslügen
- 2016: Komödie im Marquardt: Die Wahrheit
- 2017–2018: Hamburger Kammerspiele: Tour de Farce
- 2021: Ohnsorg-Theater: Tussipark, Laat uns Frünnen blieven, Weddersehn maakt Freid…?
- 2022: Ohnsorg-Theater: Dat Frollein Wunner
- 2022: Ohnsorg-Theater: All ünner een Dannenboom